# بالوما لاجو
بالوما لاجو (بالإسبانية: Paloma Lago)‏ هي عارضة ومقدمة تلفزيونية إسبانية، ولدت في 22 مايو 1967 في فيرول في إسبانيا.

## وصلات خارجية
- بالوما لاجو على موقع IMDb (الإنجليزية)